# Адзамі Ріе
Адзамі Ріе (яп. 薊 理絵; нар. 11 січня 1989) — японська футболістка. Вона грала за збірну Японії.

## Клубна кар'єра
У 2007 році дебютувала в «Chifure AS Elfen Saitama».

## Кар'єра в збірній
Дебютувала у збірній Японії 26 вересня 2013 року в поєдинку проти Нігерії. З 2013 по 2015 рік зіграла 2 матчі в національній збірній.

## Статистика виступів
| Збірна Японії | Збірна Японії | Збірна Японії |
| Рік           | Матчі         | Голи          |
| ------------- | ------------- | ------------- |
| 2013          | 1             | 0             |
| 2014          | 0             | 0             |
| 2015          | 1             | 0             |
| Загалом       | 2             | 0             |